# Szabad Demokraták Szövetsége (Bulgária)
Bulgáriában a Szabad Demokraták Szövetsége a Demokratikus Erők Szövetsége pártból 2001-ben kivált volt szófiai főpolgármester, Sztefan Szofijanszki és híveinek pártja. A Bolgár Népi Szövetség választási koalíció tagja volt 2005-2009 között.

## Választási eredmények
| év    | szavazatarány | mandátumszám | szavazatszám | státusz  |
| ----- | ------------- | ------------ | ------------ | -------- |
| 2005+ | 5,19%         | 13           | 189 268      | ellenzék |

+ - a Bolgár Népi Szövetség eredménye, melynek része volt a Szabad Demokraták Szövetsége is, a 13 mandátumból 3 volt a párté
| év   | szavazatarány | mandátumszám | szavazatszám |
| ---- | ------------- | ------------ | ------------ |
| 2007 | 0,74%         | 0            | 14 392       |